# FC St. George’s
FC St. George’s ist ein maltesischer Fußball-Club aus Cospicua, der ab der Saison 2006/07 bis zum Abstieg im Jahr 2012 in der Maltese Premier League spielte. Der Name des Vereins wurde gewählt, weil sein bester Spieler in der Gründungsphase ein englischer Stürmer namens George Cochrane war.

## Erfolge
- Maltesischer Fußballmeister: 1916/17
- Zweitplatzierter: 1913/14, 1917/18, 1929/30, 1939/40
- FA Trophy
  - Finalist: 1936/37, 1949/50
- Cousis Shield: 1916/17, 1926/27
- First Division:
  - Sieger: 1991/92, 2005/06
- Division 2
  - Sieger: 1953/54, 1956/57, 1958/59, 1965/66, 1971/72, 1973/74
- Division 2 Knock-Out
  - Sieger: 1958/59, 1971/72, 1973/74
  - Finalist: 1953/54
- Second Division
  - Sieger: 1987/88, 1996/97, 2003/04
- Second & Third Division Knock-Out
  - Sieger: 1987/88
  - Finalist: 1999/2000
- Third Division
- Sieger: 2002/03
- Division 2 Sons of Malta Cup
  - Sieger: 1971/72, 1973/74
- Christmas Cup
  - Sieger: 1939/40

## Spieler
- Ruggieru Friggieri (1916–1922)